# نساء الأنقاض

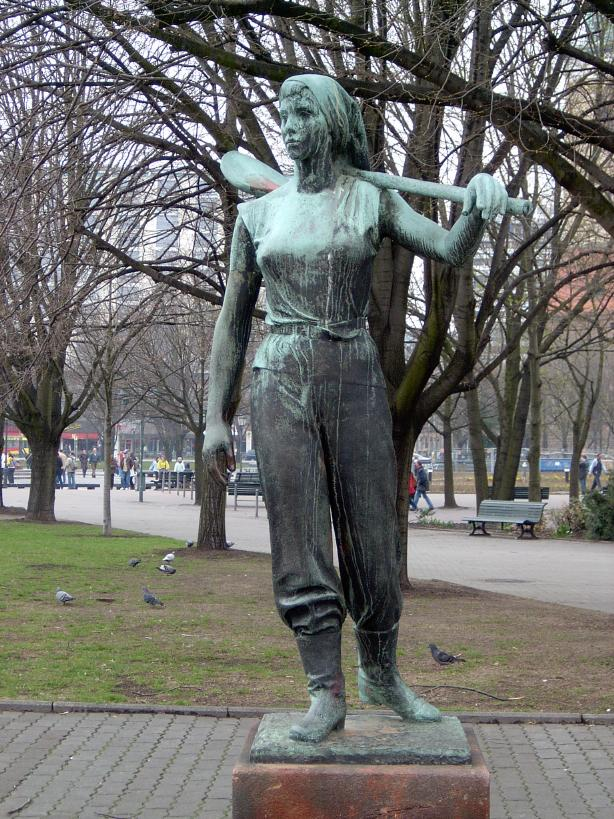
في مركز برلين للفنان فرتز كريمر تكريم نساء الأنقاض

نساء الأنقاض (بالألمانية: Trümmerfrau) هو مصطلح يطلق على نساء ألمانيا اللائي قمن بإزالة أنقاض المباني المهدمة إثر الحرب العالمية الثانية من داخل المدن.

## شرح
إثر الحرب العالمية الثانية تحديدا عام 1945 كان هناك حوالي 3,5 مليون منزل مهدم أي ما يعادل 400 مليون متر مكعب. وبسبب أن معظم الرجال فقدت خلال الحرب والبعض الآخر عاد ولكن يعاني من إصابات الحرب، وجدت النساء نفسها أمام الأعمال الشاقة أي إزالة أنقاض الحرب. وبالإمكانيات البسيطة لم تستطع النساء إخراج هذه الأنقاض خارج المدينة فعملت على تجميعها في نقطة معينة داخل المدينة، كل ذلك كان بالإضافة إلى العناية بأسرها.
فمثلا في برلين بلغ عدد نساء الأنقاض حوالي 60,000 التي حولت الأنقاض إلى جبال اصطناعية داخل المدينة وما زالت هذه الجبال إلى الآن وقد تحولت إلى أماكن استجمام.